# Rudolf Massini der Ältere

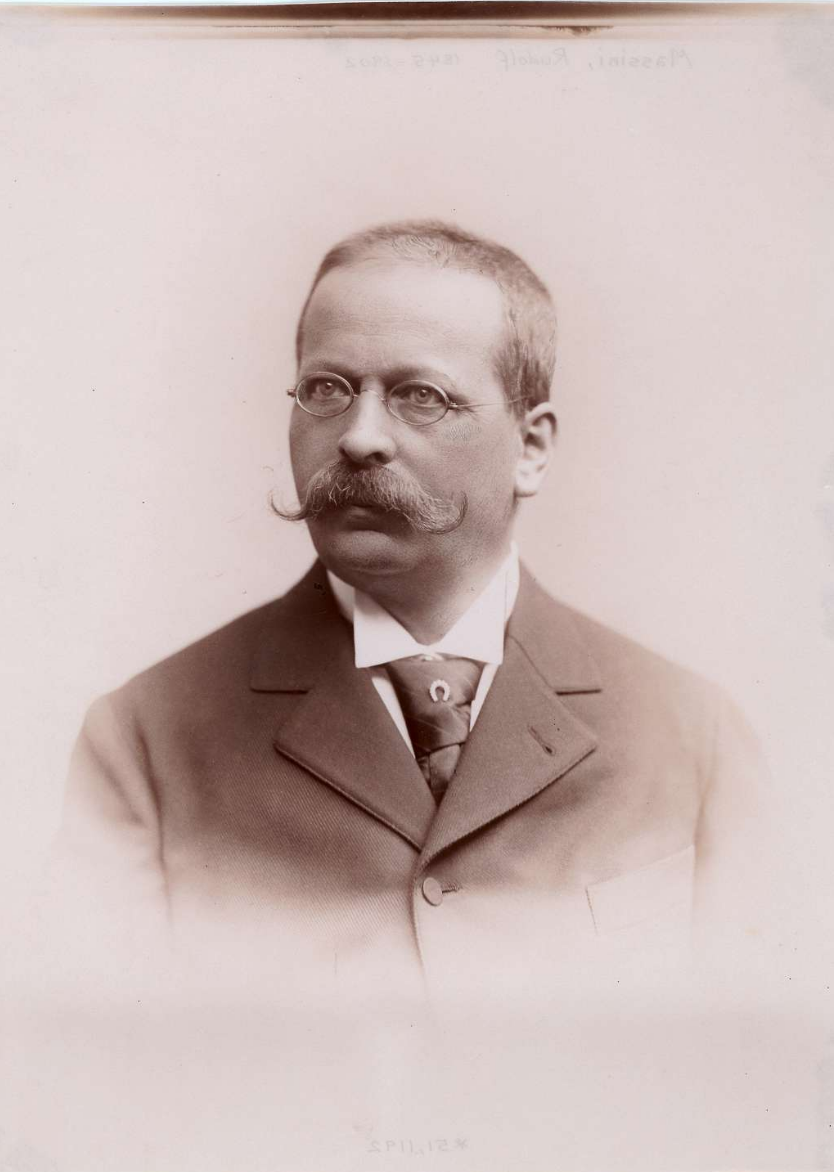
Rudolf Massini

Rudolf Massini der Ältere (* 8. November 1845 in Basel; † 13. Dezember 1902 ebenda) war ein Schweizer Internist, Professor und Universitätsrektor sowie Oberfeldarzt der Armee.

## Biographie
Massini studierte an den Universitäten Basel, Göttingen, London, Edinburgh und Wien. Am 20. Februar 1868 absolvierte er unter Vorlegen einer Dissertation über die antipyretische Wirkung des Veratrins das kantonale Staatsexamen und erhielt am 15. März des Jahres den Doktortitel für Medizin und Chirurgie mit der Note summa cum laude, praktizierte ab 1871 und lehrte als Privatdozent ab 1872 die Fächer Pathologie und Therapie.
Zwei Jahre später war Massini als Assistenzarzt der Poliklinik des Bürgerhospitals in Basel tätig, wurde dort 1877 ausserordentlicher Professor und 1882 Direktor. Im Jahr 1890 wurde er ordentlicher Professor und Direktor der neu errichteten staatlichen Poliklinik und 1897 Rektor der Universität Basel. In seiner militärischen Laufbahn war er ab 1892 Korpsarzt und wurde 1897 Oberfeldarzt der Armee.
Massini war verheiratet mit Louise Meyenrock. Die gemeinsamen Söhne Rudolf und Max wurden später ebenfalls Mediziner in Basel.

## Werke
- Pharmacopoea Policlinices Basiliensis. Schwabe, Basel 1900 Digitalisierte Ausgabe der Universitäts- und Landesbibliothek Düsseldorf